# سامانه مدیریت یادگیری
سامانهٔ مدیریت یادگیری یا ال‌ام‌اس، (به انگلیسی: Learning Management System، اختصار: LMS) یک سامانه تحت وب است و از اجزای اصلی سامانه آموزش مجازی یا سامانه آموزش الکترونیکی محسوب می‌شود. LMS زیر ساخت نرم‌افزاری لازم برای مدیریت و اجرای دوره‌های آموزشی را فراهم می‌کند. این سامانه امکاناتی را در اختیار مدیر سامانه و مدرس قرار می‌دهد. با استفاده از ال ام اس می‌توان ضمن کاهش هزینه دوره‌های آموزشی، محدودیت‌های یادگیری سنتی را کاهش داد. با این روش فایل‌های صوتی و تصویری جلسات آنلاین برگزار شده، متون سرفصل و فهرست موضوعات درسی منتشر شده، اتاق‌های گفت و گو(به انگلیسی: chat room)، کنفرانس، جلسات رادیویی و تلویزیونی بر روی شبکه اینترنت، دسترسی به منابع آموزشی و جستجوی سریع در هنگام مطالعه دروس میسر می‌گردد. مدرس در هر لحظه می‌تواند کلیه فعالیت‌های فراگیران را رصد کند و نسبت به فعالیت‌های انجام شده نمره دهی کند یا مسیر آموزشی مورد نظر خود را اعمال نماید. در سیستم آموزش مجازی، امکان مدیریت دوره‌های آموزشی به صورت همزمان (با محوریت کلاس مجازی) و غیرهمزمان (با محوریت محتوای الکترونیکی) وجود دارد.
این سامانه در واقع، برنامه نرم‌افزاری برای مدیریت، مستندسازی، ردیابی، گزارش، اتوماسیون و تحویل دوره‌های آموزشی، برنامه‌های آموزشی، یا برنامه‌های یادگیری و توسعه است.

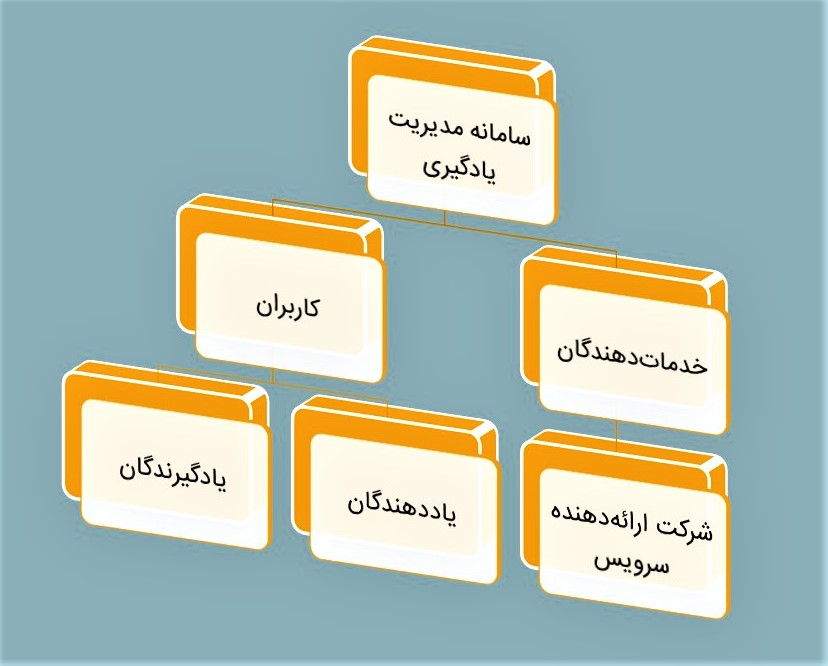
ساختار ال ام اس

## تاریخچه
مفهوم سامانه مدیریت یادگیری مستقیماً از آموزش الکترونیکی پدیدار شد. اگرچه نخستین LMS در بخش آموزش عالی ظاهر شد، بیشتر LMSها امروز به بازار شرکت‌ها تمرکز دارند. سامانه‌های مدیریت یادگیری بزرگ‌ترین بخش از بازار سامانه‌های یادگیری را تشکیل می‌دهند. نخستین معرفی LMS در پایان دهه ۱۹۹۰ بود.

## مزایا
مزیت LMS این است که محتوا و ابزارهای یادگیری را مستقیماً به فراگیران ارائه می‌دهد و ارزیابی می‌تواند به صورت خودکاره انجام شود.
چنین سیستم‌هایی دارای ویژگی‌های قابل تنظیم از جمله ارزیابی و ردیابی هستند؛ بنابراین، فراگیران (اعم از دانش آموز، دانشجو، زبان آموز) می‌توانند پیشرفت خود را در زمان واقعی ببینند و مربیان می‌توانند اثربخشی یادگیری را زیر نظر گرفته و با آن ارتباط برقرار کنند.
یکی از مهم‌ترین ویژگی‌های LMS، ایجاد ارتباط ساده بین یادگیرندگان و یاددهندگان است. چنین سیستم‌هایی علاوه بر تسهیل یادگیری آنلاین، پیگیری پیشرفت یادگیری، ارائه ابزارهای یادگیری دیجیتالی، مدیریت ارتباطات و شاید فروش محتوا، ممکن است برای ارائه ویژگی‌های مختلف ارتباطی مورد استفاده قرار گیرد.

## بخش‌های اصلی قابل پیاده‌سازی در ساختار سامانه مدیریت یادگیری
. بخش کاربران: این بخش یکی از زیر سیستم‌های اصلی آموزش مجازی آنلاین محسوب می‌گردد
1. بخش درس‌ها: امکان اضافه کردن، حذف کردن و مدیریت دروس در این زیر سیستم طراحی می‌گردد
2. بخش نمره‌ها: امکان طراحی سیستم نمره دهی و ارزیابی در این زیر سیستم لحاظ می‌گردد
3. امنیت: یکی از مهم‌ترین بخش‌های یک سیستم آنلاین محسوب می‌شود
4. گزارش‌ها: امکان ایجاد و ارائه گزارش‌های آماری مختلف در این قسمت در نظر گرفته می‌شود
5. زبان‌های مختلف: امکان ایجاد و مدیریت زبان‌های مختلف در این بخش لحاظ می‌گردد

### بخش کاربران
در هر سیستم مبتنی بر فناوری اطلاعات کاربران سیستم نقش اصلی و کلیدی را بازی خواهند کرد. امکانات و سطح دسترسی و مدیریت صحیح آن‌ها در سیستم کمک خواهد کرد که یک سیستم با کمترین نقص و مشکل به فعالیت خود ادامه دهد. اهمیت کاربران زمانی بیشتر مطرح می‌گردد که باید این نکته را لحاظ کنیم که استفاده‌کننده نهایی از دروس و سامانه کاربران هستند پس رضایت عمومی کاربران موجب تأیید انجام چنین پروژه‌هایی خواهد بود. با توجه به این نکات امکانات و ساختارهایی که در سیستم کاربری می‌توان در سامانه آموزش مجازی در نظر گرفت به شرح زیر است.
1. امکان تعریف بی‌نهایت کاربر از طریق پنل مدیریتی
2. امکان ثبت نام مستقیم توسط مدیران سایت
3. امکان ثبت نام کاربران توسط خود کاربران و تأیید ثبت نام توسط مدیر سایت
4. امکان تعریف نقش‌های مختلف کاربران با توجه به نیازمندی‌های سامانه
5. امکان شخصی‌سازی دسترسی‌ها و تعریف نقش‌های کاملاً شخصی‌سازی شده توسط مدیر ارشد سامانه
6. امکان حذف و ویرایش کاربران در پنل مدیریتی
7. امکان ممنوع الورود کردن کاربران خاطی از طریق نام کاربری یا IP
8. امکان رصد فعالیت‌های کاربر در سامانه
9. امکان ثبت حضور در کلاس و مدت زمان مطالعه کاربران بر اساس استانداردهای SCORM
10. امکان ثبت نقش‌های مختلف و تنظیم نقش‌ها به کاربران خاص
11. امکان تعیین دسترسی دروس برای کاربران خاص
12. امکان ایجاد کاربر مهمان با سطح دسترسی حداقلی برای مشاهده نمونه‌ها
13. امکان مشاهده لیست کامل کاربران عضو
14. امکان ایجاد پروفایل‌های شخصی کاربران در سطوح مختلف
15. امکان اتصال به سیستم‌های قدیمی و سامانه‌های گذشته جهت یکسان‌سازی اطلاعات کاربران
16. امکان ایجاد گروه‌های کاربری مشخص
17. امکان ارسال پیام به کاربران خاص
18. امکان ایجاد و تغییر نقش کاربری در حوزه مهمان، دانشجو، استاد، ناظر، و …
19. امکان در نظر گرفتن یک نقش پیش فرض مشخص برای کلیه کاربرانی که تازه ثبت نام کرده‌اند
20. امکان مشخص نمودن خصوصیات پنهان و آشکار هر یک از کاربران در پروفایل شخصی
21. امکان افزودن نقش‌ها به گروهی از کاربران با انتخاب اسامی آن‌ها در آن واحد
22. امکان اضافه کردن کدهای امنیتی به صفحه ثبت نام
23. امکان جلوگیری از پسوندهای خاص دامنه جهت ثبت نام با پست الکترونیک جهت امنیت بیشتر
24. امکان اضافه کردن و ویرایش متن دستورالعمل ثبت نام کاربران جدید
25. امکان ایجاد مشخصه اضافی برای فرم ثبت نام کاربران

### بخش درس‌ها
یکی دیگر از بخش‌های مورد نیاز در سامانه آموزش مجازی آنلاین، بخش دروس آن می‌باشد. از آنجایی که رویکرد این سامانه‌ها آموزش مجازی است، پس نیاز به تولید دروس به صورت مجازی می‌باشد. در این سیستم سعی شده کلیه موارد مورد نیاز سیستم‌های آموزشی لحاظ گردد. در ادامه به برخی از امکانات قابل پیاده‌سازی در زمینه درس در سامانه آموزش مجازی خواهیم پرداخت.
1. امکان ایجاد بی‌نهایت درس در سامانه با توجه به نیاز
2. امکان ثبت نام کاربران مختلف در درس‌های ایجاد شده
3. امکان ایجاد زمان‌بندی مشخص جهت ارائه درس‌ها بر روی سامانه
4. امکان ایجاد کاربران با نقش‌های مختلف روی دروس مانند مدیر، استاد، شاگرد و …
5. امکان ثبت نام در درس به صورت دستی توسط مدیر یا ثبت نام کاربران
6. امکان در نظر گرفتن هزینه‌های مالی و نحوه پرداخت آنلاین و آفلاین جهت ثبت نام در درس
7. امکان ویرایش دروس ایجاد شده توسط مدیران یا اساتید درس
8. امکان ارائه توضیحات پیش از ثبت نام در مورد درس
9. امکان اعلام سراسری ایجاد درس برای کلیه کاربران
10. امکان به روز رسانی دروس توسط کاربران با نقش مدیر یا استاد درس
11. امکان تعیین استاد راهنما با پشتیبانی برای هر درس
12. امکان ایجاد تالار گفتمان مربوط به هر درس جهت ارائه پشتیبانی آنلاین
13. امکان افزودن فایل‌های جانبی برای هر درس
14. امکان ایجاد درس در قالب درسی ALMS
15. امکان ایجاد درس بر اساس استاندارد SCORM
16. امکان ایجاد درس با قالب موضوعی مبتنی بر یک موضوع مشخص
17. امکان ایجاد درس با قالب هفتگی بر اساس زمان‌بندی مشخص ارائه دروس
18. امکان ارائه درس با قالب عمومی و اجتماعی به صورت دسترسی کلی برای آموزش‌های عمومی
19. امکان ایجاد آزمون‌های مختلف جهت ارزیابی دانشجویان
20. امکان ارائه نمره و گزارش‌ها برای مدیران، اساتید و شاگردان با امکان تنظیم آن
21. امکان رصد فعالیت کاربران در دروس مختلف
22. امکان ارائه مجوز برای شرکت در مباحث آینده بر اساس ارزیابی مطالب قبلی
23. امکان ارائه بخش درخواست درس
24. امکان نمایش دروس درخواست شده به کاربرانی که امکان ایجاد درس را دارند مانند اساتید
25. امکان پشتیبان‌گیری از دروس مختلف جهت بایگانی دروس
26. امکان حذف کاربران از درس و جلوگیری از ورود کاربران
27. امکان حذف دروس در بازه‌های زمانی مشخص
28. امکان وارد کردن دروس استاندارد ایجاد شده از سامانه‌های مختلف دیگر
29. امکان ورود اطلاعات کاربران از سامانه‌های دیگر
30. امکان اتصال به وب سرویس‌ها جهت ارائه نمره کاربران برای اخذ مدارک مد نظر

### بخش نمره‌ها
تا اینجا کاربران مختلف در سایت ایجاد شده‌اند و درس‌های مختلف نیز ارائه شده‌است. با توجه به اینکه ارزیابی کاربران در اکثر سیستم‌های آموزشی بر اساس نمره بوده، لذا در این سامانه نیز بایستی بخش نمره به صورت کامل بررسی و لحاظ گردد. در ادامه موارد مرتبط با مبحث نمره در سامانه آموزش مجازی آنلاین را بررسی می‌کنیم.
1. تعیین گروه‌های کاربری نمره گیر به عنوان مثال اساتید نمره گیر نیستند ولی شاگردها نمره گیرند
2. امکان ارائه گزارش نمره در صفحه کاربران یا غیرفعال نمودن آن
3. امکان ارائه نمرات به صورت درصد یا عدد مشخص
4. امکان ایجاد حداقل نمره جهت کسب و اخذ مدرک مشخص
5. امکان دسته‌بندی نمرات و کاربران بر اساس نمرات اخذ شده
6. امکان ارائه نمره به صورت فردی یا گروهی در فایل‌های مختلف از جمله EXCEL و XML
7. امکان مشخص نمودن حداقل نمره، حداکثر نمره و نمره قبلی در تنظیمات نمره
8. امکان مشخص نمودن تعداد اعشار نمره برای آزمون‌های خاص و حساس
9. امکان ایجاد لیست کاربران هر درس برای اساتید با نمایش تصاویر و … جهت نمره دهی سریع
10. امکان مشخص نمودن تعداد نمایش کاربران در هر صفحه گزارش
11. امکان ایجاد گزارش‌های از ارزیابی‌های مختلف بر روی سایت
12. امکان نمایش رتبه هر کاربر در هر آزمون نسبت به دیگر آزمون دهندگان
13. امکان اتصال به وب سرویس‌ها جهت ارسال نمره از سامانه به سامانه‌های دیگر

### امنیت
امنیت جزء مهم و جدا نشدنی در کلیه سامانه‌های برخط بوده و هست، از همین رو، سعی داریم با ارائه کلیه راهکارهای امنیتی قابل اجرا در این سیستم، یک سامانه کامل امن و مطمئن را ارائه کنیم. در ادامه با برخی از راهکارهای امنیتی قابل ارائه در سامانه آشنا خواهید شد.
1. امکان ایجاد اجبار برای ورود به صفحات مشخص و خاص
2. امکان ایجاد دسترسی به سایت‌های جستجوگر مانند گوگل یا حذف آن
3. امکان تنظیم حداکثر میزان فایل ارسالی جهت ایجاد تخریب‌های احتمالی
4. امکان تأیید کاربران از طریق ایمیل معتبر و ارسال لینک فعال سازی به ایمیل کاربران
5. امکان در نظر گرفتن پیچیدگی‌های مختلف برای انتخاب نام کاربری
6. امکان اجبار کاربران به استفاده از حروف خاص، بزرگ و کوچک در رمز عبور
7. امکان مشخص نمودن محدوده زمانی جهت فعالیت‌های مختلف مانند تولید درس در سایت
8. امکان محافظت کامل از نام‌های کاربری و عدم نمایش آن‌ها جهت جلوگیری از هک و دریافت اطلاعات
9. امکان استفاده از پروتکل HTTPS به جای HTTP
10. امکان استفاده از کوکی‌های امن
11. امکان ایجاد و ویرایش صفحه مشخص از خط مشی و ارائه راهکارهای امنیتی سایت
12. امکان استفاده از آنتی‌ویروس‌های آنلاین جهت جلوگیری از ویروسی شدن سامانه
13. امکان ایجاد پوشه‌های خاص قرنطینه جهت جلوگیری از تخریب سایت توسط فایل‌های مخرب
14. امکان ایجاد و ارائه راهکارهای امنیتی و اطلاع‌رسانی امنیتی از طریق سامانه (برترین راهکار امنیتی)

### گزارش‌ها
در بخش نمره دهی با برخی از امکانات گزارش دهی لحاظ شده در سامانه آشنا شدیم، اما ایجاد یک بخش مجزا جهت ارائه گزارش‌های در این گونه سامانه‌ها الزامی است.
به همین دلیل در ادامه شما را با برخی امکانات قابل ارائه در این زمینه آشنا خواهیم کرد.
1. امکان ارائه گزارش‌ها از کلیه نسخه‌های پیشتیبان سامانه
2. امکان ثبت خودکار آمار درس‌ها و ارائه گزارش‌ها از دروس مختلف
3. امکان مشاهده گزارش لاگ کاربران خاص یا کلیه کاربران در بازه‌های زمانی دلخواه با انتخاب بازه
4. امکان مشاهده گزارش لاگ‌های فعال و کاربران حاضر در سامانه به صورت برخط
5. امکان ارائه گزارش کامل وضعیت مسائل امنیتی سایت با امکان دسترسی به بخش‌ها و اعمال تغییرات
6. امکان ارائه گزارش‌ها از سرور و مشخصات کلی نرم‌افزار
7. امکان ارائه گزارش‌ها نمره دهی و ارزیابی که در بالا بحث شد

## زبان‌های مختلف[۳]
با توجه به اینکه سامانه‌های آموزشی ممکن است نیاز به زبان‌های مختلف داشته باشند امکانات خاصی برای ایجاد زبان‌های مختلف در نظر گرفته خواهد شد. در ادامه به برخی از این نکات می‌پردازیم.
1. امکان انتخاب زبان‌های مختلف برای منوهای سامانه
2. امکان اضافه کردن زبان‌های استاندارد به سامانه
3. امکان ویرایش زبان به صورت آنلاین
4. امکان ایجاد زبان جدید و منحصر به فرد مانند زبان کردی و …
5. امکان ارائه دسترسی به کاربران برای تغییر زبان پیش فرض سایت

## کاربرد
سامانه‌های مدیریت یادگیری برای شناسایی شکاف‌های آموزشی و یادگیری، با به‌کارگیری داده‌های تحلیلی و گزارشگری طراحی شده‌اند. LMSها بر روی آموزش یادگیری آنلاین متمرکز هستند اما از دامنه گسترده‌ای از کاربردها پشتیبانی می‌کنند و به‌عنوان بستری برای محتوای آنلاین (برخط)، از جمله دوره‌های مبتنی بر ناهمزمان و همزمان، فعالیت می‌کنند.
LMS ممکن است مدیریت کلاس را برای آموزش به رهبری مربی یا یک کلاس معکوس ارائه دهد، که در آموزش عالی استفاده می‌شود، اما در فضای شرکت نیست. LMS مدرن شامل الگوریتم‌های هوشمند برای ارائه توصیه‌های خودکار برای دوره‌های مبتنی بر مشخصات مهارت کاربر و همچنین استخراج فراداده از مواد یادگیری است تا این توصیه‌ها را دقیق‌تر کند.
سامانه مدیریت یادگیری که در مدارس و دانشگاه‌ها مورد استفاده قرار می‌گیرد، علاوه‌بر ارائهٔ محتوای آموزشی، فرایند ارزیابی و برگزاری آزمون را نیز انجام می‌دهد و در حقیقت یک ابزار چندمنظوره برای تدریس به‌شمار می‌رود.

## انواع ال‌ام‌اس
امروزه انواع مختلفی از سامانه مدیریت یادگیری در جهان وجود دارد.
1. سامانه‌های مدیریت یادگیری خودمیزبان (به انگلیسی: Self-Hosted)
2. ال ام اس دسکتاپی (به انگلیسی: Desktop LMS)
3. ال ام اس ابری (به انگلیسی: Cloud LMS)

از بین این سه نوع، سامانه مدیریت یادگیری ابری به دلیل سادگی استفاده و کاربر پسند بودن، امنیت نسبتاً بالا و عدم نیاز به تخصص در استفاده از آن، کاربرد بیشتری دارد.
یک سیستم ابری از همه داده‌ها در یک سیستم میزبان متعلق به فروشنده توسط تأمین کننده ذخیره می‌شود و کاربران از طریق اینترنت، در رایانه یا دستگاه تلفن همراه به آنها دسترسی دارند.

### ال ام اس آموزشی
از طریق ال ام اس آموزشی که در مدارس و دانشگاه‌ها (مانند سامانه ال ام اس دانشگاه فرهنگیان) به ویژه بعد از همه‌گیری کرونا رایج شد، استادان و معلم‌ها می‌توانند مواد درسی را ایجاد کنند، اهداف یادگیری را بیان کنند، محتوا و ارزیابی‌ها را تنظیم کنند، پیشرفت مطالعه فراگیران را پیگیری کرده و آزمون‌های سفارشی برای آن‌ها ایجاد کنند.

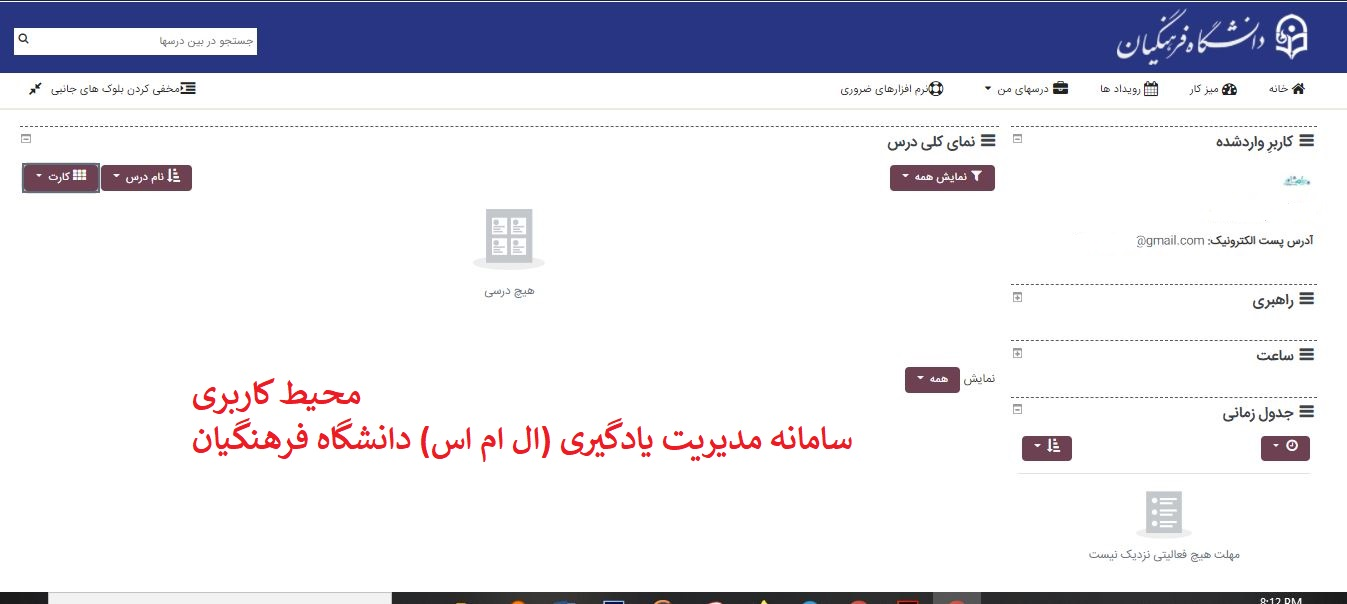
صفحه اصلی کاربران سامانه ال ام اس دانشگاه فرهنگیان